# جائزة نيوزيلندا الكبرى 1978
جائزة نيوزيلندا الكبرى 1978 هو سباق فورمولا 1 أقيم بتاريخ 7 يناير 1978 في نيوزيلندا. حلّ الفنلندي كيكي روزبرغ أولا.